# 卢茨·赫克
路德维希·乔治·海因里希·赫克（德語：Ludwig Georg Heinrich Heck，1892年4月23日—1983年4月6日，其姓氏也译为海克或黑克），生于柏林，德国动物学家，曾任柏林动物园园长，知名于原牛、欧洲野马等已灭绝动物的回交育种工作。他先后成为党卫队支持成员和纳粹党党员，参与了纳粹对被侵略国家的自然资源和华沙动物园的动物的掠夺。

## 生平

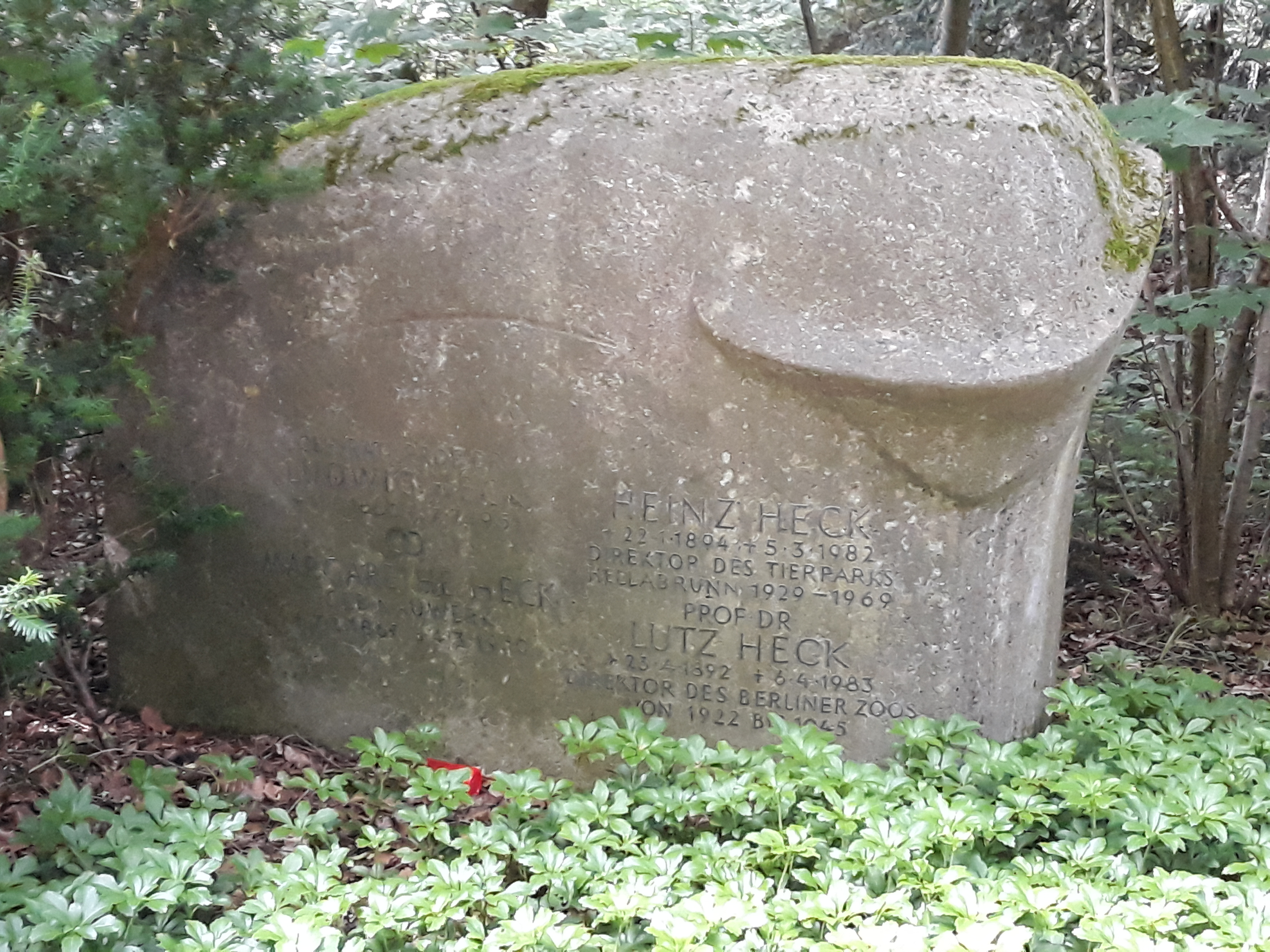
赫克家族的墓地

卢茨·赫克于1892年4月23日生于現今的德国柏林，是时任柏林動物園园长路德维希·赫克和他的妻子玛格丽特（Margarete，娘家姓Nauwerk）的第三个孩子，并在柏林动物园度过了自己的童年。1922年从柏林大学博士毕业后，卢茨于1925年前往埃塞俄比亚探险，为父亲工作的柏林动物园捕捉野生动物。1927年，他在父亲手下工作，成为了柏林动物园的助理园长，并于1932年接替父亲的位置成为园长。次年，纳粹党上台，卢茨于1933年成为党卫队支持成员，1937年正式加入纳粹党，并成为了赫尔曼·戈林的一个猎友，两人常常一同外出打猎。他于1935年前往加拿大采集野生动物，期间向当地的德裔人士宣传纳粹主义的思想。他于1938年被戈林任命为纳粹德国林业部最高自然保护机构（Obersten Naturschutzbehörde im Reichsforstamt）的负责人，他随即在当年宣布了禁止犹太人参观动物园的规定，他将培育的赫克牛用于对东部占领区自然景观的「日耳曼化」改造，这些牛大多在苏联反攻时被消灭。他还在纳粹占领波兰后参与了对华沙动物园的掠夺，将许多珍稀动物带到了德国。

## 科学研究
1920年代，他与弟弟海因茨·赫克合作进行了原牛、欧洲野马的回交育种（breeding-back）工作，其培育的品种被称为赫克牛和赫克马。
他们通过头骨和洞穴壁画来研究原牛的形態，依照行為，以及角的形状、毛色等解剖特徵，对家牛进行选择，然后讓具有近祖性狀的表型杂交，以得到集各種與原牛相近的祖徵於一身的表型，藉此让已经灭绝的原牛再現。兄弟二人独立展开了他们的研究，卢茨使用西班牙和法国斗牛（Spanish and French fighting）以及家牛的地中海品种（Mediterranean races of cattle）繁殖出了与原牛类似的品种，他的弟弟海因茨也用其它家牛品种繁殖出了类似的品种。但以现代遗传学的观点来看，这些品种不能被视为复活的原牛和欧洲野马。

## 政治

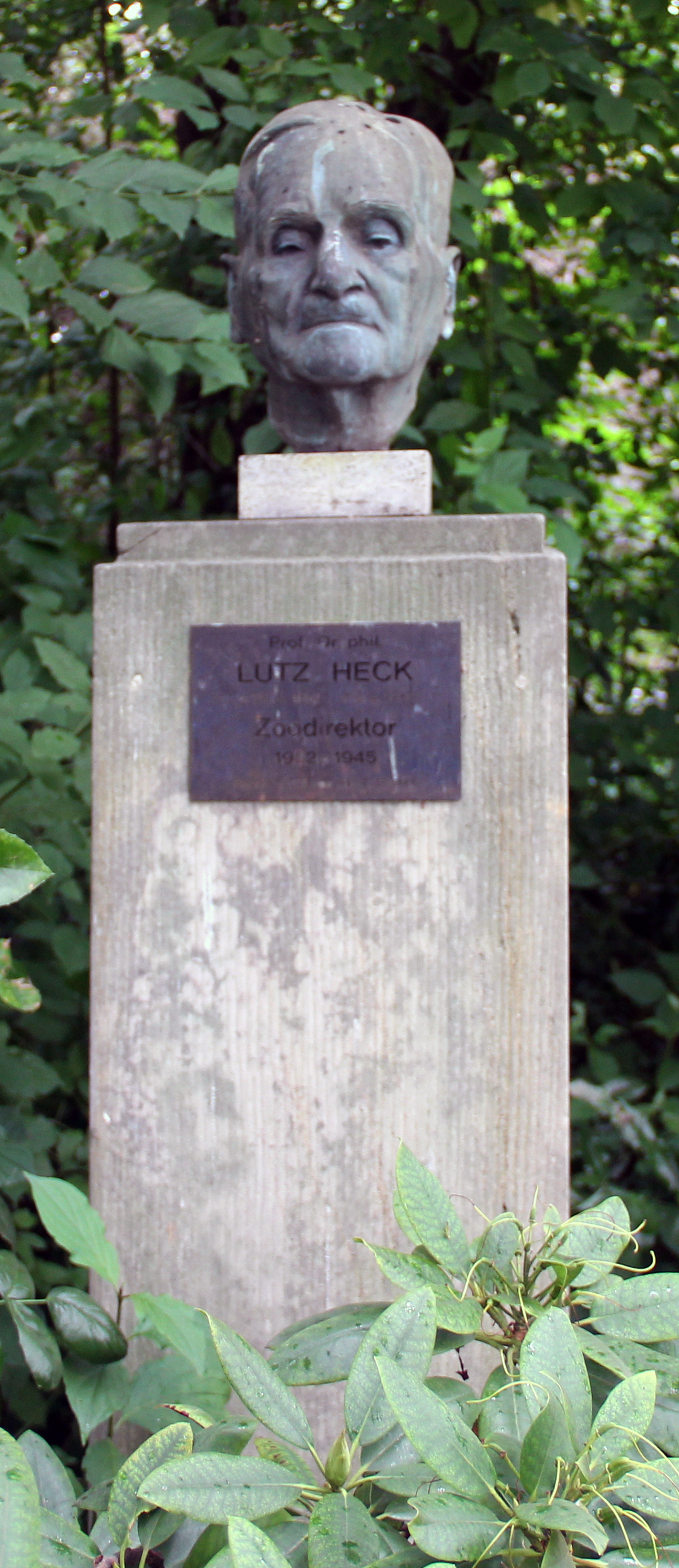
柏林动物园中的卢茨·赫克雕像

卢茨在纳粹统治期间用纳粹主义的意识形态支持自己的研究，主张根据古日耳曼神话《尼伯龙根之歌》中描述的景观将「新征服的东方土地」改造为原始森林，他认为这些土地的草原化是斯拉夫人对土地的错误管理造成的。他认为原牛是「原始力量的象征」，在一篇文章中充满热情地描述戈林在野外与一头公牛偶遇，并且被这种「日耳曼力量的象征」深深震撼的经历。卢茨认为，人类的管理和照料对于「生态系统」的运作非常重要，他所描述的生态景观迎合了纳粹的意识形态和民族想象，而与这种想象不符合的生态系统则被斥责为是在「劣等种族」的管理下发生了「错误的种族化」。更有甚者，卢茨的研究在纳粹政权内部促进了关于「种族净化」的讨论，纳粹官员希望卢茨将培育原牛的方法应用在人类身上，培育出纯净的雅利安人。
纳粹在征服了位于今波兰–白俄罗斯边境的比亚沃维耶扎原始森林和位于今乌克兰赫尔松州的阿斯卡尼亚-诺瓦生物保护区后，按照纳粹的自然想象来改造这里，卢茨·赫克手中的黑熊、猞猁和驼鹿及培育的赫克牛被引入到这些地区，将这些保护区变成了纳粹德国官员的狩猎场，在这里烧毁村庄、驱逐村民、处决游击队。这些引入的动物大多在苏联反攻时受到战火的影响而在此处消失。
卢茨逝世后，柏林动物园制作了一尊他的雕像。2015年，他在二战期间的政治主张和从政经历引起了争议，于是柏林动物园在他的雕像旁边添加了一块信息牌，用于介绍他的生平和相关的历史。

## 家庭
- 父亲：路德维希·赫克（英语：Ludwig Heck）
- 母亲：玛格丽特·赫克
- 两位姐姐
- 弟弟：海因茨·赫克
- 子：小卢茨·赫克

## 影视形象
在关于二战期间华沙动物园园长扬·萨宾斯基及其夫人安东尼娜·萨宾斯卡的电影《动物园长的夫人》中，扮演了卢茨·赫克。这部电影大部分情节基于真实的历史，但夸大了园长夫人安东尼娜与卢茨·赫克之间的感情关系。